# Comuna de Zwierzyniec
Zwierzyniec (polaco: Gmina Zwierzyniec) é uma gminy (comuna) na Polónia, na voivodia de Lublin e no condado de Zamojski. A sede do condado é a cidade de Zwierzyniec.
De acordo com os censos de 2004, a comuna tem 7261 habitantes, com uma densidade 46,3 hab/km².

## Área
Estende-se por uma área de 156,78 km², incluindo:
- área agricola: 27%
- área florestal: 66%

## Demografia
Dados de 30 de Junho 2005:
|                      | Total   | Total | Mulheres | Mulheres | Homens  | Homens |
| -------------------- | ------- | ----- | -------- | -------- | ------- | ------ |
|                      | pessoas | %     | pessoas  | %        | pessoas | %      |
| População            | 7261    | 100   | 3717     | 51,1     | 3544    | 48,9   |
| Densidade (pop./km²) | 46,3    | 100   | 23,7     | 23,7     | 22,6    | 22,6   |

De acordo com dados de 2002, o rendimento médio per capita ascendia a 1255,73 zł.

## Subdivisões
- Bagno, Guciów, Kosobudy, Kosobudy-Bór, Obrocz, Sochy, Topólcza, Turzyniec, Wywłoczka, Żurawnica.

## Comunas vizinhas
- Adamów, Józefów, Krasnobród, Radecznica, Szczebrzeszyn, Tereszpol, Zamość